# Polenschwärmerei
La Polenschwärmerei (aussi appelée Polenbegeisterung, soit en français l'« enthousiasme polonais ») est la participation enthousiaste des libéraux allemands à la lutte pour la liberté des Polonais lors de l'insurrection de Novembre 1830 qui se finit en septembre 1831. Sur le plan organisationnel, il se manifeste dans les associations régionales polonaises ; mais les gouvernements des états allemands soutiennent également les émigrés sur leur chemin vers la France ou l'Angleterre.
En termes d'histoire des idées, la Polenschwärmerei, comme le philhellénisme, sont un contre-mouvement à la restauration de la période Biedermeier.

## Contexte
Au moment du Vormärz, le libéralisme et le conservatisme se battent pour le pouvoir politique dans la Confédération germanique.
La Révolution française de juillet 1830 donne un coup de fouet aux libéraux allemands. Dans la crainte du tsarat de Russie autocrate, ils se tiennent aux côtés du peuple oriental voisin, dont l'état a disparu de la carte de l'Europe depuis les partages de la Pologne. Lorsque les émigrants polonais voyagent à travers l'Allemagne en 1831 et 1832 pour se rendre en France, ils rencontrent un enthousiasme. Initialement désorganisée, l'aide financière et médicale commence au printemps 1831, les anciennes relations commerciales avec Varsovie reprennent. Dans tous les États germaniques, des associations voient le jour, soutenues également par des femmes. L'aide à la Pologne est déclarée devoir national. Des représentants du radicalisme déclarent : « La Pologne ne peut être restaurée que par l'Allemagne. Notre nation est moralement et légalement tenue de réparer le grave péché de l'anéantissement de la Pologne. »
Le libéralisme s'unit au nationalisme. Selon Dieter Langewiesche, un nouveau « sentiment d'Europe » est née. La fête de Hambach  devient le symbole de la fraternisation germano-polonaise en 1832. Le résultat est le Frankfurter Wachensturm le 3 avril 1833. Adam Mickiewicz anime les Allemands et les Polonais avec ses livres pour lutter pour la démocratie.

## Mouvement étudiant
Dans les légions polonaises de l'armée française, les uhlans portent la rogatywka. Elle est de nouveau présent lors de l'insurrection de Novembre. Les étudiants allemands libéraux de l'université de Königsberg (et peut-être aussi d'autres universités) le portent avec leurs rayures comme chapeaux d'étudiant. Le Bekeshe en velours avec des cordelettes est porté par les étudiants bien avant la Polenschwärmerei, mais devient à la mode dans certaines universités. Des étudiants polonais amènent la jupe en dentelle à la Senioren-Convent (de) d'Aschaffenbourg. Contrairement aux Burschenschaften, les corporations ne partagent pas tellement cette mode. Richard Wagner quitte le Corps Saxonia Leipzig, parce que les étudiants ne partagent pas sa « douleur » à propos de la défaite polonaise lors de la bataille d'Ostrołęka (1831). La collection de silhouette du Corps Lusatia Leipzig (de) montre seulement quatre vestes, de 1843 à 1846.

## Presse et littérature
Les journaux rendent compte régulièrement et en détail des combats. Deutsche Tribüne (de), Das konstitutionelle Deutschland ou Der Freisinnige sont favorables à la Pologne. Le libéral Augsburger Allgemeine Zeitung s'en dissocie, l’Allgemeine Preußische Staatszeitung (de) appelle à la raison.
Nikolaus Lenau, Adelbert von Chamisso, August von Platen, Franz Grillparzer et Annette von Droste-Hülshoff s'intéressent au mouvement en faveur de la Pologne. Le Masurien Ferdinand Gregorovius fait un traitement littéraire et historique. Ernst Moritz Arndt ou Friedrich Landolin Karl von Blittersdorf s'opposent à l'enthousiasme.
Au cours du soulèvement de Poznań en 1848, le conflit entre les intérêts nationaux allemands et polonais devient apparent, en particulier dans la province de Posnanie, province du royaume de Prusse. Wilhelm Jordan, comme Gregorovius un Prusse-Orient libéral, se retourne contre ce qu'il considère comme un Polenbegeisterung naïf envers ses compatriotes et appelle à la solution grande-allemande sous la direction de la Prusse au Parlement de Francfort. Robert Blum se prononce avec véhémence contre ce point de vue de « l'égoïsme national », qui lie le sort d'une Pologne divisée et opprimée au sort d'une Allemagne unie, libre et démocratique.
La Polenschwärmerei s'estompe fortement en Allemagne au moment du Parlement de Francfort.

## Source de la traduction
- (de) Cet article est partiellement ou en totalité issu de l’article de Wikipédia en allemand intitulé « Polenschwärmerei » (voir la liste des auteurs).